# Igreja de Nossa Senhora das Graças e Santa Teresinha
A Igreja de Nossa Senhora das Graças e Santa Teresinha é um templo religioso da Igreja Católica situado na confluência da Avenida Rodrigues Alves com a Rua Apodi, em Natal, Rio Grande do Norte.

## História
No início do século XX, a população natalense começava a se expandir para áreas dos atuais bairros do Tirol, Petrópolis e Alecrim, e quem morava nos dois primeiros bairros deveria transpor diversas ruas da cidade até chegar a alguma igreja no centro da cidade. Ao observar esta situação, o Monsenhor José Alves Ferreira Landim, então vigário da catedral, decidiu construir uma capela no Tirol.
O terreno de 30 por 30 metros foi cedido pelos coronéis João Galvão e Francisco Cascudo, e a pedra fundamental do edifício pôde ser lançada no dia 19 de julho de 1925.
O primeiro nome da capela foi dado pelo Sr. Abdon Macedo, que doou treze contos de réis para a construção do edifício em agradecimento a uma graça alcançada por um intermédio de Nossa Senhora das Graças.
Em 1927, a capela ainda estava sendo construída e o Monsenhor Landim foi encarregado de levar adiante a obra. Por ser um grande devoto de Teresa de Lisieux, canonizada dois anos antes, Landim também acrescentou uma homenagem à santa na denominação da igreja, que passava então a ser chamada de Santuário de Nossa Senhora das Graças e de Santa Teresinha.
As festividades de inauguração finalmente aconteceram entre 24 de dezembro de 1930 e 1 de janeiro de 1931, ou seja, entre a véspera de Natal e o Ano Novo.
O templo de estilo gótico possui uma única torre, assim como apenas uma só nave e capela-mor, além de duas sacristias (que lhe permitem ter um formato de cruz).
A igreja se transformou em sede da paróquia de Nossa Senhora das Graças e Santa Teresinha por intermédio de D. Marcolino Dantas que, em 1 de agosto de 1950, emitiu um decreto criando a paróquia.